# Maria Hill
Maria Hill is een personage dat voorkomt in de strips van Marvel Comics. Ze verscheen voor het eerst in The New Avengers #4 (maart 2005) en werd bedacht door Brian Michael Bendis en David Finch. Maria Hill is een voormalig directeur van S.H.I.E.L.D. en verschijnt vooral in de Avengers-strips.
De Nederlandse stem van Maria Hill wordt ingesproken door Rosa Mee.

## In andere media

### Marvel Cinematic Universe
Sinds 2012 verscheen het personage voor het eerst in het Marvel Cinematic Universe en werd vertolkt door Cobie Smulders. In het MCU is Maria Hill de commandant van S.H.I.E.L.D.. Ze was een van de beste mensen van S.H.I.E.L.D. en hielp mee om te vechten in de New York-invasie die Loki had georganiseerd. Nadat Nick Fury zijn dood had genept deed ze mee aan Project Insight waarbij meerdere Helicarriers werden gebouwd. Later voegde ze zich bij Stark Industries om de Avengers de beschermen tegen vervolgingen. Hill bleef hierna wel contact houden met S.H.I.E.L.D. en Phil Coulson. Tijdens het gevecht tegen Ultron voegde Hill zich tijdelijk weer samen met Nick Fury en werd tweede bevelhebber van de Helicarrier. Hierna verhuisde ze naar de nieuwe Avengers Facility en ging de Avengers helpen met hun avonturen. Hill werd gedood samen met Nick Fury nadat Thanos in zijn vingers had geknipt en de helft van de mensheid liet verdwijnen. Vijf jaar later werd ze terug gebracht door de Avengers samen met alle andere overleden mensen. Ze vecht niet mee met het eindgevecht maar wel verschijnt ze bij de uitvaart van haar oude werkgever Tony Stark. Tijdens een missie om de Skrulls tegen te houden, komt Maria Hill te overlijden in het bijzijn van Nick Fury. Maria Hill komt voor in de films en serie:
- The Avengers (2012)
- Agents of S.H.I.E.L.D. (2013-2015)
- Captain America: The Winter Soldier (2014)
- Avengers: Age of Ultron (2015)
- Avengers: Infinity War (2018) (post-credit scène)
- Avengers: Endgame (2019)
- Spider-Man: Far From Home (2019)
- What If...? (2021-2023) (stem) (Disney+)
- Secret Invasion (2023) (Disney+)
- The Marvels (2023)

### Overige films
Maria Hill komt voor in Iron Man: Rise of Technovore uit 2013 en in de animatiefilm Avengers Confidential: Black Widow & Punisher uit 2014.

### Televisieseries
Maria Hill heeft een rol in de animatieseries Iron Man: Armored Adventures en Marvel Disk Wars: The Avengers. In de animatieserie heeft Avengers Assemble een cameo zonder tekst. Ook komt Hill nog voor in The Avengers: Earth's Mightiest Heroes, waarbij de Nederlandse stem van Hill wordt gedaan door Nathalie Haneveld. Cobie Smulders speelt in de liveaction-televisieserie Agents of S.H.I.E.L.D. ook de rol van Maria Hill en komt ook nog voor in drie afleveringen. In de serie Secret Invasion komt ze om het leven aan het einde van de eerste aflevering.

### Computerspelen
Maria Hill komt voor in verschillende computerspelen, waaronder:
- Marvel: Ultimate Alliance 2
- Marvel: Avengers Alliance
- Marvel Heroes
- LEGO Marvel Super Heroes waarbij ze uitleg geeft over de locatie waar het level zich afspeelt
- LEGO Marvel's Avengers waarbij ze dezelfde rol heeft als in LEGO Marvel Super Heroes
- Marvel: Avengers Alliance Tactics